# Episodi di Goodyear Theatre (terza stagione)
La terza stagione della serie televisiva Goodyear Theatre è andata in onda negli Stati Uniti dal 14 settembre 1959 al 23 maggio 1960 sulla NBC.
| nº | Titolo originale       | Prima TV USA      |
| -- | ---------------------- | ----------------- |
| 1  | Story Without a Moral  | 14 settembre 1959 |
| 2  | Hello, Charlie         | 28 settembre 1959 |
| 3  | The Incorrigibles      | 12 ottobre 1959   |
| 4  | Any Friend of Julie's  | 19 ottobre 1959   |
| 5  | The Golden Shanty      | 9 novembre 1959   |
| 6  | Point of Impact        | 23 novembre 1959  |
| 7  | Lady Bug               | 21 dicembre 1959  |
| 8  | Omaha Beach - Plus 15  | 4 gennaio 1960    |
| 9  | Birthright             | 18 gennaio 1960   |
| 10 | Capital Gains          | 1º febbraio 1960  |
| 11 | The Ticket             | 15 febbraio 1960  |
| 12 | Show Wagon             | 29 febbraio 1960  |
| 13 | Squeeze Play           | 14 marzo 1960     |
| 14 | All in the Family      | 28 marzo 1960     |
| 15 | Author at Work         | 11 aprile 1960    |
| 16 | Marked Down for Connie | 25 aprile 1960    |
| 17 | The Sitter's Baby      | 9 maggio 1960     |
| 18 | The Proud Earth        | 23 maggio 1960    |

## Story Without a Moral
- Prima televisiva: 14 settembre 1959

### Trama
- Guest star: Brian Aherne (James Rupert / James Spencer), Kurt Kasznar (Fritz), John Abbott (Stefan), Celia Lovsky (Madame Von Beck), Steven Geray (Hugo Scheer), Wesley Lau (capitano Rheinhold), Oliver Cliff (Auctioneer), Hermine Sterler (Mrs. Lehner)

## Hello, Charlie
- Prima televisiva: 28 settembre 1959

### Trama
- Guest star: Walter Burke, John Dehner (Walter Howey), Ben Hecht (narratore), Tony Randall (Charles MacArthur), Joe E. Ross

## The Incorrigibles
- Prima televisiva: 12 ottobre 1959

### Trama
- Guest star: Joel Ashley, Francis De Sales (giudice Leon Alba), Paul Douglas (Harvey Otis), George Margo, Danny Richards Jr. (Steve Komak), Maida Severn

## Any Friend of Julie's
- Prima televisiva: 19 ottobre 1959

### Trama
- Guest star: Vanessa Brown (Paula King), Leslie Nielsen (Ray Stuart), Robert F. Simon, Regis Toomey (Finn Curran)

## The Golden Shanty
- Prima televisiva: 9 novembre 1959

### Trama
- Guest star: Errol Flynn ('Doc' Boatwright), Patricia Barry (Adie Walker), Peter Hansen (Mike Walker), James McCallion (Hermie Schneider), Fred Sherman (Clyde Murrow), Juney Ellis (Henrietta)

## Point of Impact
- Prima televisiva: 23 novembre 1959

### Trama
- Guest star: Peter Lawford (maggiore John Marshall), Dennis Patrick (capitano Fred Henry), Judson Pratt (colonnello Holt), Warren Stevens (maggiore Gorman)

## Lady Bug
- Prima televisiva: 21 dicembre 1959

### Trama
- Guest star: Charles Lane (Adam), Thomas Mitchell (Sarge), Michel Petit (Benny), Robby the Robot (Chess playing robot)

## Omaha Beach - Plus 15
- Prima televisiva: 4 gennaio 1960

### Trama
- Guest star: Dabbs Greer (Matty Burton), Joe Mantell (Joe Gardella), Cameron Mitchell (Larry Morris), Willard Sage (maggiore Ralph Phillips), Jacqueline Scott (Helen Morris), Fredd Wayne

## Birthright
- Prima televisiva: 18 gennaio 1960

### Trama
- Guest star: Martin Balsam (Joe Lane), Sam Flint (padre Belice), Frank Maxwell (Paul Firko), Kay Stewart (Catherine), Eli Wallach (Joseph Lanowski)

## Capital Gains
- Prima televisiva: 1º febbraio 1960

### Trama
- Guest star: Lillian Culver (Mrs. Spaulding), Joanne Dru (Kate Ballister), Charles Fredericks (Harry Ruysdael), John Graham (Carleton Pike), Harvey Johnson (Harold Combs), Peggy Moffitt (Dodie Charles), Maida Severn (Miss Cope), Rod Taylor (Alan Ballister), Dan Tobin (Van Loeffler)

## The Ticket
- Prima televisiva: 15 febbraio 1960

### Trama
- Guest star: Howard Caine (Willi Kass), Murray Hamilton (Irwin Forman), Jeanette Nolan (Elinor Galt), Franchot Tone (Martin Galt)

## Show Wagon
- Prima televisiva: 29 febbraio 1960

### Trama
- Guest star: Jack Albertson (Pop Kimberly), Luke Anthony (Steve Emerson), Connie Hines (Phoebe Malloy), Toby Michaels (Sue)

## Squeeze Play
- Prima televisiva: 14 marzo 1960

### Trama
- Guest star: Joan Anson (cameriera), William Campbell (Frank Grenner), Frank Gerstle (Pat Harris), Richard Shannon (Mike Brandon), Ted Thorpe (Blake)

## All in the Family
- Prima televisiva: 28 marzo 1960

### Trama
- Guest star: Pat Crowley (Maggie Randall), Helene Heigh (donna), Henry Hull (Ansel Pryor), Sue Ane Langdon (Kitty), Edward Mallory (Eric Randall), Alma Murphy (Bertha), Lurene Tuttle (Caroline Randall), Adam West (David)

## Author at Work
- Prima televisiva: 11 aprile 1960

### Trama
- Guest star: Henry Jones (Honore St. Etienne), Ernie Kovacs (Maximilian Frederick Krob), Chet Stratton (Secretary)

## Marked Down for Connie
- Prima televisiva: 25 aprile 1960

### Trama
- Guest star: Elinor Donahue (Connie Peters), Alan Hewitt (Vosberg), Howard McNear (Kramer), Sherry O'Neil (Stella), Tony Travis (Eddie Rockwell)

## The Sitter's Baby
- Prima televisiva: 9 maggio 1960

### Trama
- Guest star: Alice Backes (Pauline), Spring Byington (Melinda Gray), Charles Ruggles (nonno), Roberta Shore (Judy Saunders)

## The Proud Earth
- Prima televisiva: 23 maggio 1960

### Trama
- Guest star: Karin Dicker (Gwenn Macabee), Joseph Gallison (Adam Macabee), Paul Genge (sceriffo Jimson), Pamela Grey (Catherine Lovett), Vivi Janiss (Rebecca Macabee), John Larch (Isaiah Macabee), William Meras (Mr. March), Jay Strong (Roan March)